# Hecabolomorpha asiaticum
Hecabolomorpha asiaticum är en stekelart som beskrevs av Sergey A. Belokobylskij och Chen 2006. Hecabolomorpha asiaticum ingår i släktet Hecabolomorpha och familjen bracksteklar. Inga underarter finns listade i Catalogue of Life.